# OnePlus 2
OnePlus 2 (ワンプラス ツー)は、中国のOnePlusによって開発された、第4世代移動通信システム対応のAndroid搭載スマートフォンである。

## 概要
OnePlus Oneの後継機種である。2015年7月27日にGoogle Cardboardを用いたバーチャルリアリティを通して発表された。
中国では販売開始から64秒以内に3万台が売れた。